# Марк Пупій Пізон Фругі Кальпурніан
Марк Пупій Пізон Фругі Кальпурніан (114 — після 60 р. до н. е.) — політичний, державний та військовий діяч Римської республіки, консул 61 року до н. е., визначний красномовець, вчитель Марка Туллія Цицерона.

## Життєпис
Походив із впливового плебейського роду Кальпурніїв. Син Луція Кальпурнія Пізона Фругі, претора 112 року до н. е. У 90 році до н. е. був усиновлений Марком Пупієм.
У 83 році до н. е. його обрано квестором. Його було призначено до консула Луція Корнелія Сципіона, але Пізон відмовився приступити до своїх обов'язків у зв'язку з незгодою з позицією Сципіона у громадянській війні. У 74 році до н. е. балотувався на посаду еділа, але програв вибори Марку Сею. У 73 році до н. е. блискуче виступив захисником на процесі спокушення весталок. У 72 році до н. е. став претором. Як пропретор у 71—69 роках до н. е. керував Ближньою Іспанією. По поверненню відзначив тріумф.
У 67 році до н. е. Пізона було призначено легатом Гнея Помпея під час боротьби із піратами. Вів бойові дії у Пропонтиді та Боспорі. Після цього був в армії Помпея під час війни із Мітридатом VI, царем Понту. У 63 році до н. е. Кальпурніан взяв участь в облозі та захопленні Єрусалиму.
У 61 році до н. е. при підтримці Помпея його обрано консулом разом з Марком Валерієм Мессалою Нігером. З одного боку виступав проти оптиматів, з іншого — не надавав відкритої підтримки Помпею. Під час своєї каденції провів закон, згідно з яким заборонялося сенату збиратися у коміційні дні. Як проконсул мав вирушити до Сирії, але Цицерон домігся скасування цього рішення.

## Родина
Дружина — Аннія
Діти:
- Марк Кальпурній Пізон Фругі, претор 44 року до н. е.